# 丸の内マイプラザ
丸の内マイプラザ（まるのうちマイプラザ、Marunouchi MY PLAZA）は、東京都千代田区丸の内二丁目にある複合商業施設とオフィスの街区愛称。明治安田生命保険グループの明治安田ビルマネジメントが管理・運営する。第48回BCS賞受賞。

## 概要
旧・明治生命が主体となって、1934年（昭和9年）に建設された国の重要文化財である明治生命館（旧・明治生命本館）の動態保存と、特定街区制度を利用した隣接地（千代田ビルヂング・旧明治生命新館・旧明治生命別館。いずれも三菱地所から所有権移転）の再開発を行ったもので、明治生命と安田生命が合併して明治安田生命保険となった2004年（平成16年）に高層棟である明治安田生命本社ビルが完成した。「丸の内二丁目（その2）特定街区」として東京都による「重要文化財特別型特定街区制度」の適用を受けており、基準容積率1,000％に対し、当時日本初となる容積率1,500％を実現している。
このビルを最も強く印象付けるアトリウムには、明治生命館の外観が取り込まれている。パサージュ（公共通路）を設けたため、増築した新館によって隠されていた明治生命館の東側立面が復元でき、四方すべてが見えるようになった。また外観も6階までは1街区として見えるように、明治生命館との連続性を強く打ち出した。これに対して7階以上は南北立面をガラスカーテンウォールとするなど、同館とは異なる表情を打ち出した。一方で、東西立面には、明治生命館西側正面の列柱とほぼ同じ6.4mスパンで御影石を配するなど、調和も忘れていない。
南北を走るパサージュは、西側の丸の内仲通りから皇居に面する日比谷通りまでを貫くアトリウム共に、周辺を歩く人のために開放されている公開空地とした。こうした提案が評価され、容積率が緩和された。
地下2階から3階が商業施設、6階機械室を境にして、7階から14階までがテナントオフィス、15階以上は明治安田生命のオフィスとした。オフィスロビーは3階に配置。アトリウム1階から直通エスカレーターでアプローチする。同社の顧客用には、アトリウムと別に1階にエントランスを設けて動線を区別している。また、4階にはイベント等に使われる「明治安田ホール 丸の内」がある。
丸の内マイプラザの完成を機に、明治安田生命は本社機能を集約し、登記上本社を新宿区西新宿一丁目9-1（明治安田生命新宿ビル＝旧・安田生命本社、新宿駅西口正面）から当地に移した。

## 街区愛称
この街区を利用するすべての人から、「私の（MY）の広場（PLAZA）」として親しみをもち、楽しんで欲しいとの願いを込めて、｢丸の内 MY PLAZA｣とネーミングされている。
2023年6月に、明治安田生命ビルおよび隣接する明治生命館等を含めた街区を「明治安田ヴィレッジ」と呼称。丸の内の同地区は「明治安田ヴィレッジ 丸の内」となった。

## ギャラリー

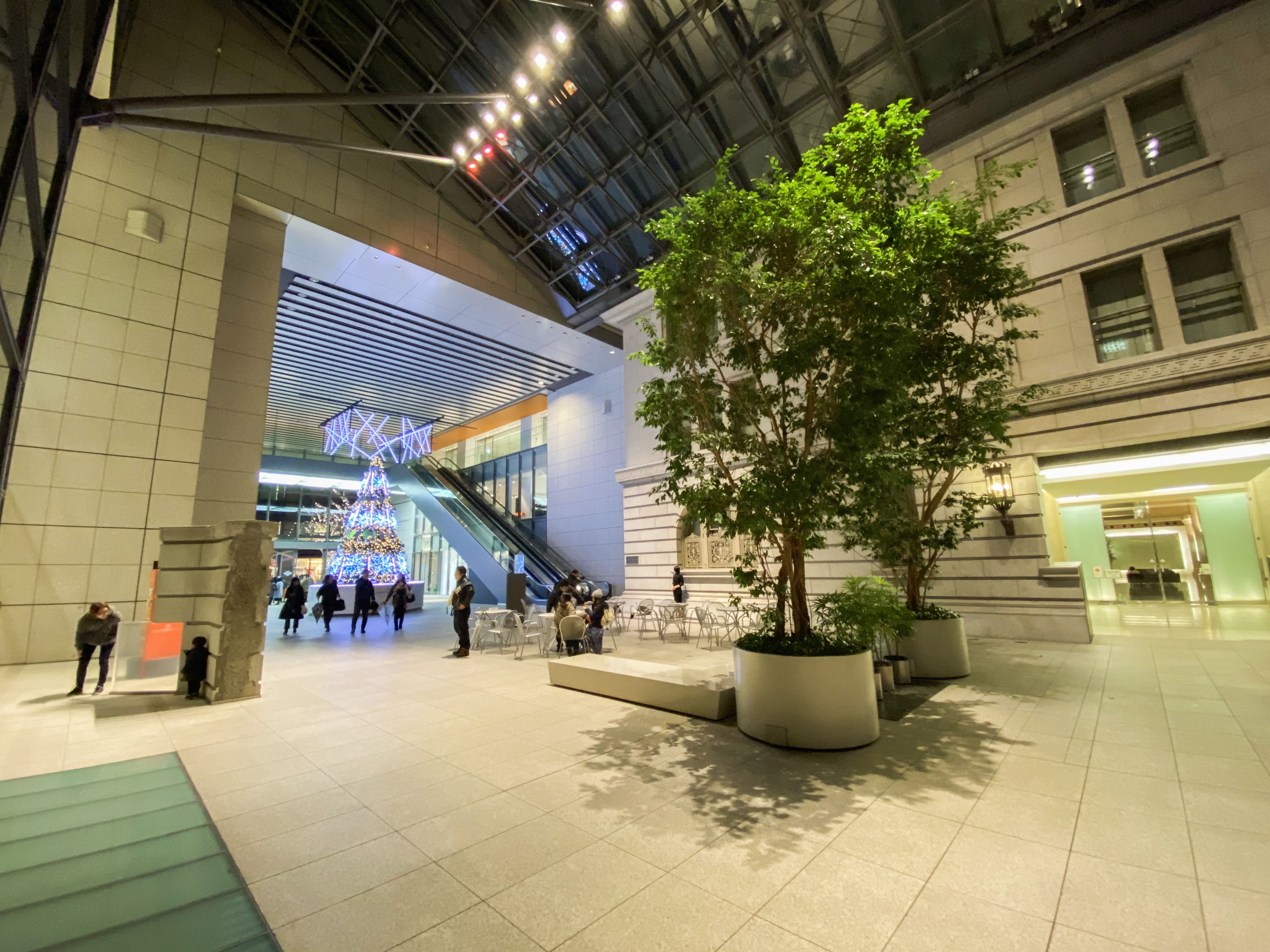
MY PLAZA Atrium （2019年12月）
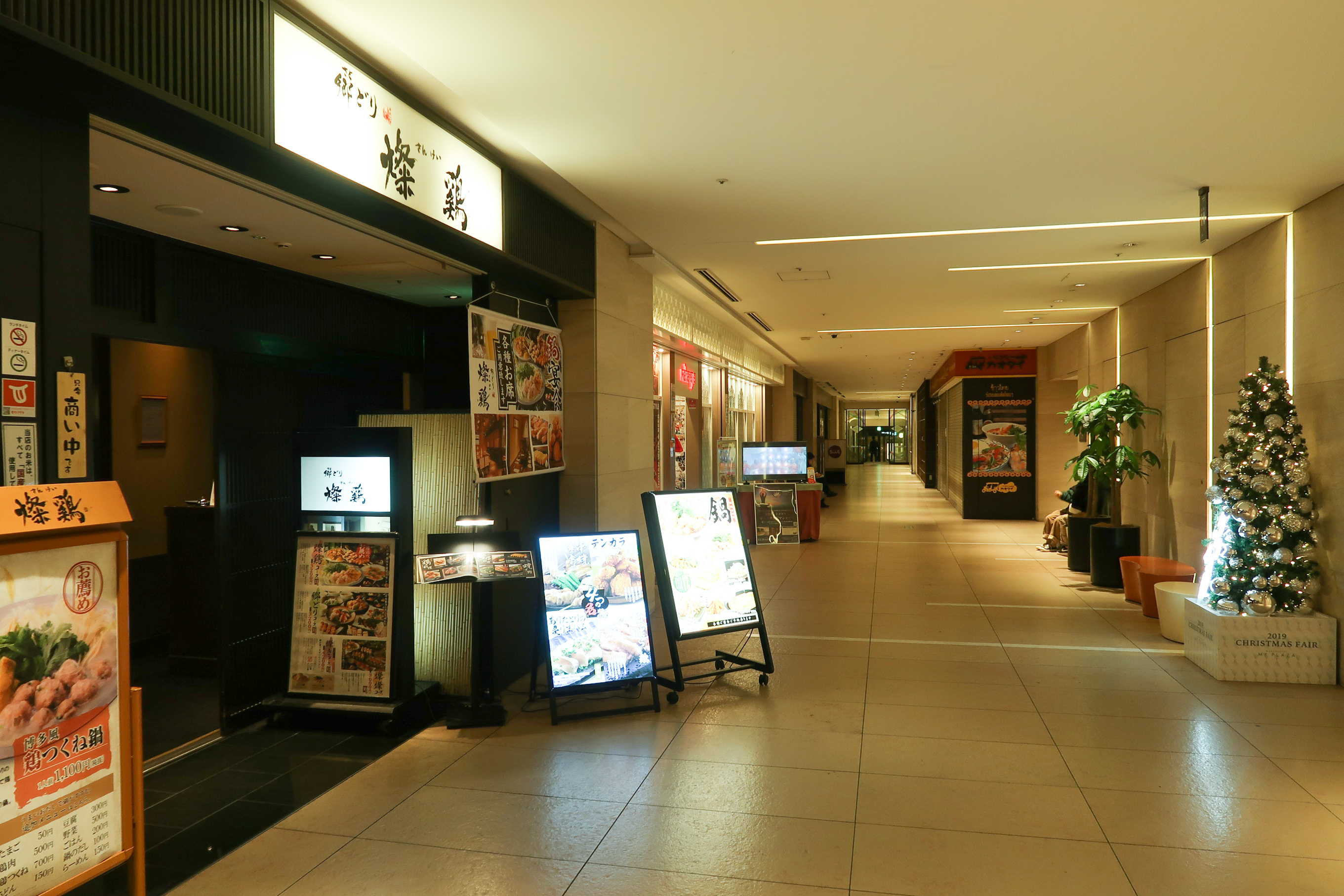
B2階餐廳（2019年12月）
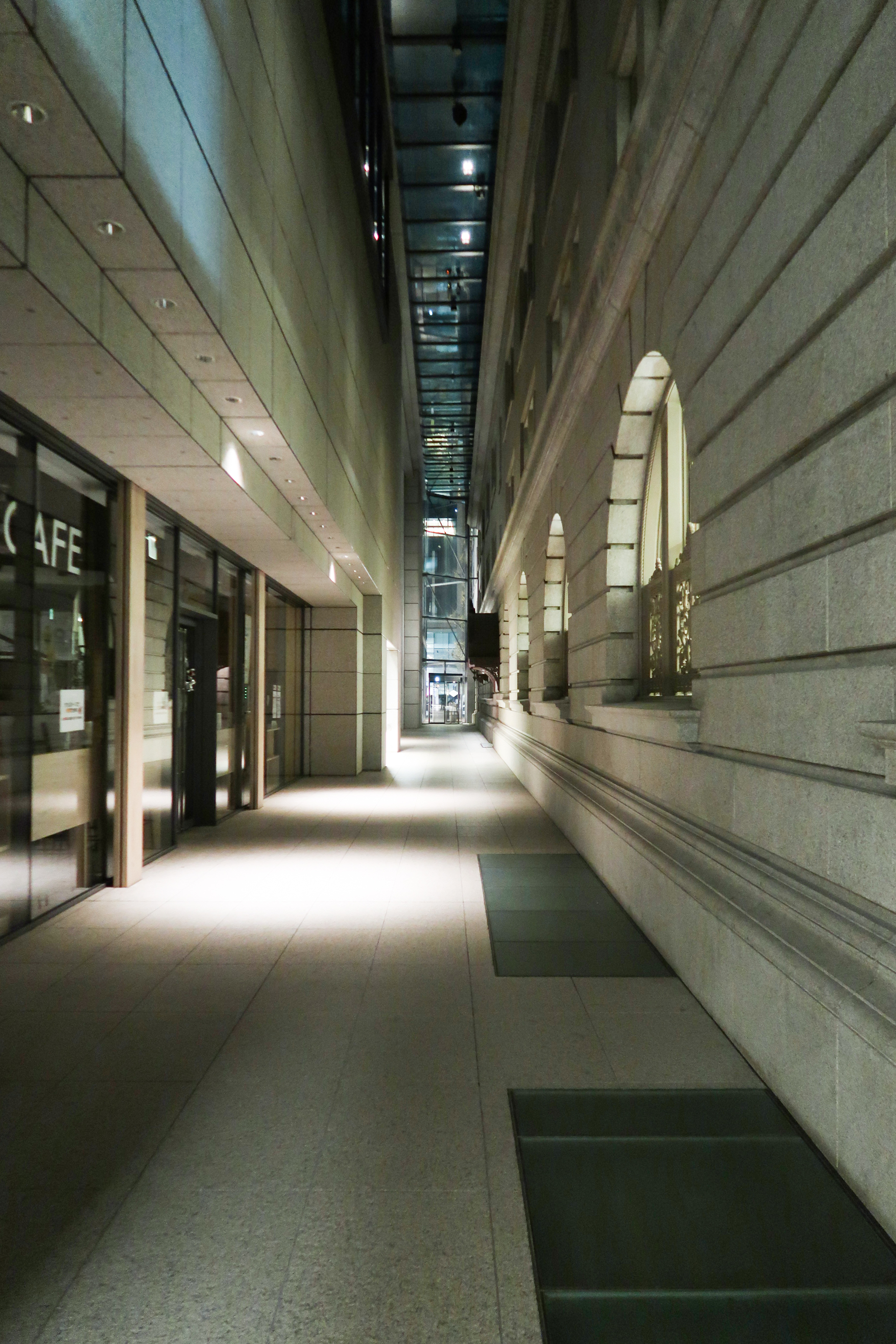
通道（2019年12月）